# Seicercus whistleri
El mosquitero de Whistler (Seicercus whistleri) es una especie de ave paseriforme de la familia Phylloscopidae endémica del Himalaya y sus estribaciones sudorientales.  
Su nombre conmemora al ornitólogo inglés Hugh Whistler.

## Distribución y hábitat
Se encuentra en las montañas del norte y noreste del subcontinente indio, distribuido por el Himalaya y las montañas que se extiende por el sur en Birmania. Su hábitat natural son los bosques de montaña subtropicales. En invierno se desplaza a altitudes más bajas del sur.